# Forêt de hêtres de la Pedrosa
Pour les articles homonymes, voir Pedrosa.
La forêt de hêtres de la Pedrosa, ou de Riofrío de Riaza, est un espace naturel protégé situé dans la commune espagnole de Riofrío de Riaza dont elle prend le nom, à l'est de la province de Ségovie. La forêt, de 87 175 hectares, se trouve sur le versant nord du massif d'Ayllón, à une altitude allant de 1 500 à 1 700 mètres.
C'est l'une des hêtraies les plus méridionales d'Europe, où poussent aussi des sorbiers, des chênes, du houx, des bouleaux et des ifs. Avec deux autres forêts de hêtres, celle de Tejera Negra dans la province de Guadalajara et celle de Montejo dans la Communauté de Madrid, la hêtraie de La Pedrosa fait partie de l'exemple de verger humide et boisé que fut le système Central autrefois.

## Histoire

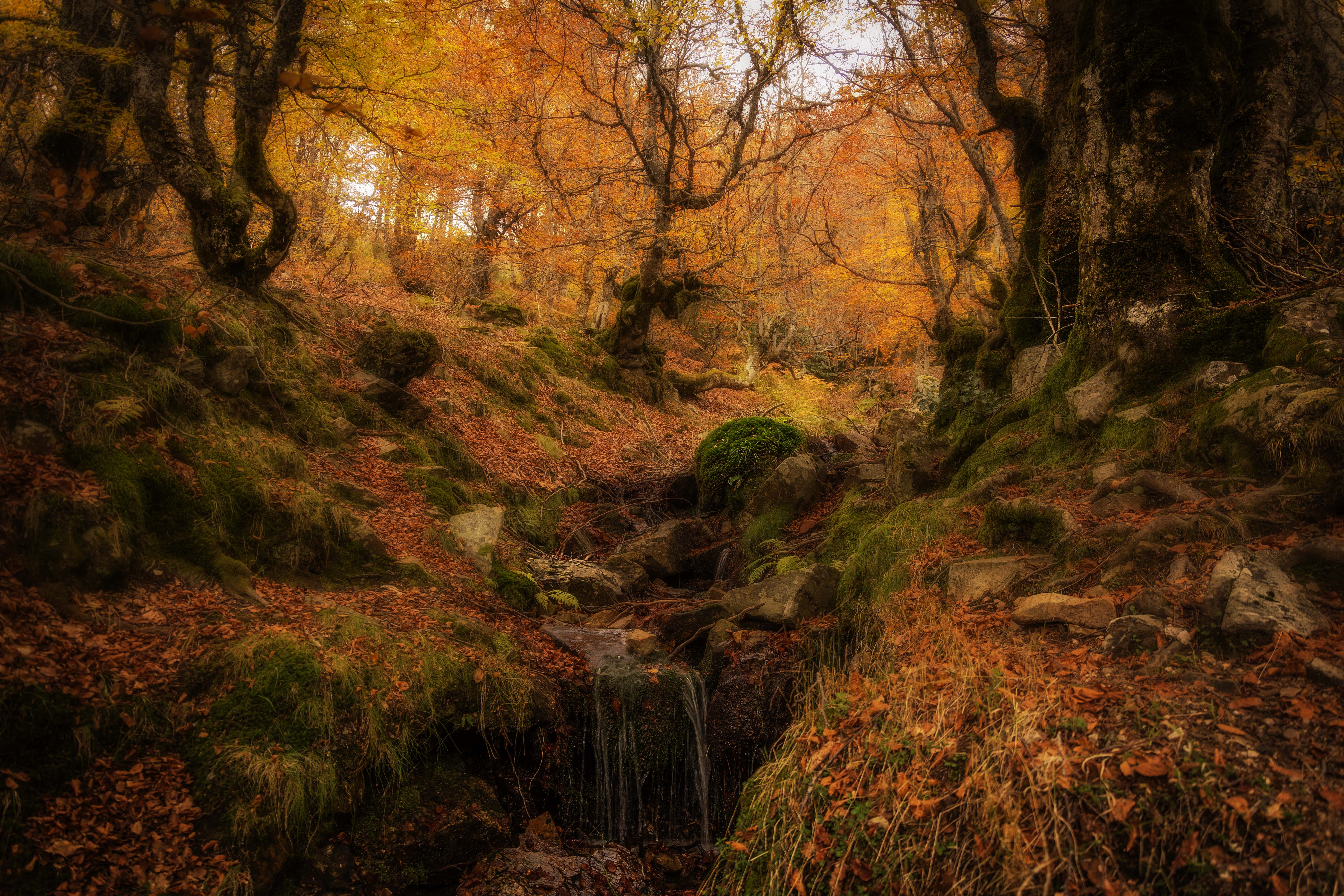
Forêt de hêtres de la Pedrosa.

De nombreuses branches de ces arbres poussent à partir du sol, ce qui s'explique par le fait que, pendant des années, les arbres sont taillés pour fournir en matière première une usine de chaises en hêtre en activité dans la commune de Riofrío de Riaza, jusqu'au milieu du XXe siècle. C'est à partir de ces souches que germent les branches.
Après l'abandon de l'exploitation forestière en raison de l'exode rural, la forêt commence à se régénérer lentement. En 1991, en raison de ses caractéristiques uniques de forêt de hêtres la plus méridionale de Castille-et-León, elle est déclarée espace naturel protégé par le gouvernement régional.

## Géographie
Dans la forêt de Riofrío, entre les fougères, les mousses et les lichens, coule la rivière Riaza qui, après avoir parcouru environ 100 km, se jette dans le Douro, dans la localité de Roa de Duero (province de Burgos).
La forêt de hêtres de la Pedrosa grandit sur les ubacs ayant le plus grand taux d'humidité de la sierra. Ce bastion jouit d'un climat méditerranéen océanique, avec des précipitations bien réparties tout au long de l'année, même si l'on observe une légère sécheresse estivale propre à l'intérieur de la péninsule Ibérique. Les températures moyennes dans la forêt sont basses, avec des neiges régulières de novembre à mai.